# Tennis Channel
Tennis Channel est une chaîne de télévision, diffusée sur le câble aux États-Unis depuis 2003. L'actionnaire principal est le groupe de marketing IMG. Pete Sampras et Andre Agassi, tous deux anciens numéro un mondiaux à l'ATP, comptent aussi parmi les investisseurs.

## Programmes
24 heures sur 24, la chaîne retransmet essentiellement des programmes consacrés au tennis, en particulier certains tournois (en direct), des interviews, des analyses approfondies du jeu ou même des leçons. Elle couvre notamment la Coupe Davis, la Fed Cup et la Coupe Hopman. 
Depuis 2007 et jusqu'en 2011, Tennis Channel diffuse Wimbledon et partage avec ESPN2 les droits de retransmission des Internationaux de France et de l'Open d'Australie ; il en est de même depuis 2009 avec l'US Open. 
Tennis Channel propose enfin d'autres sports de raquette, comme le squash, le badminton, le racquetball, le tennis de table ou du padel.